# الوهیم رولاند
الوهیم رولاند (انگلیسی: Elohim Rolland؛ زادهٔ ۳ مارس ۱۹۸۹) بازیکن فوتبال اهل فرانسه است.
از باشگاه‌هایی که در آن بازی کرده‌است می‌توان به باشگاه فوتبال کورتریک اشاره کرد.